# 4251 Kavasch
4251 Kavasch eller 1985 JK1 är en asteroid i huvudbältet som upptäcktes den 11 maj 1985 av den amerikanska astronomen Carolyn S. Shoemaker vid Palomar-observatoriet. Den är uppkallad efter Julius Kavasch.
Asteroiden har en diameter på ungefär 4 kilometer och den tillhör asteroidgruppen Nysa.